# Lena Stigrot
Lena Stigrot (ur. 20 grudnia 1994 w Bad Tölz) – niemiecka siatkarka, reprezentantka kraju, grająca na pozycji przyjmującej.
Jest wychowanką klubu Rote Raben Vilsbiburg, gdzie grała do sezonu 2017/2018. W latach 2018–2021 była zawodniczką zespołu Dresdner SC. Pierwszym jej klubem we włoskiej Serie A był Acqua & Sapone Roma Volley Club, w którym grała w sezonie 2021/2022. Od sezenu 2022/2023 będzie reprezentować barwy Unet E-Work Busto Arsizio.

## Sukcesy klubowe
Puchar Niemiec:
- 2014, 2020

Mistrzostwo Niemiec:
- 2021[4]
- 2014

## Sukcesy reprezentacyjne
Liga Europejska:
- 2014

Volley Masters Montreux:
- 2017